# CdZ-Gebiet Kärnten und Krain

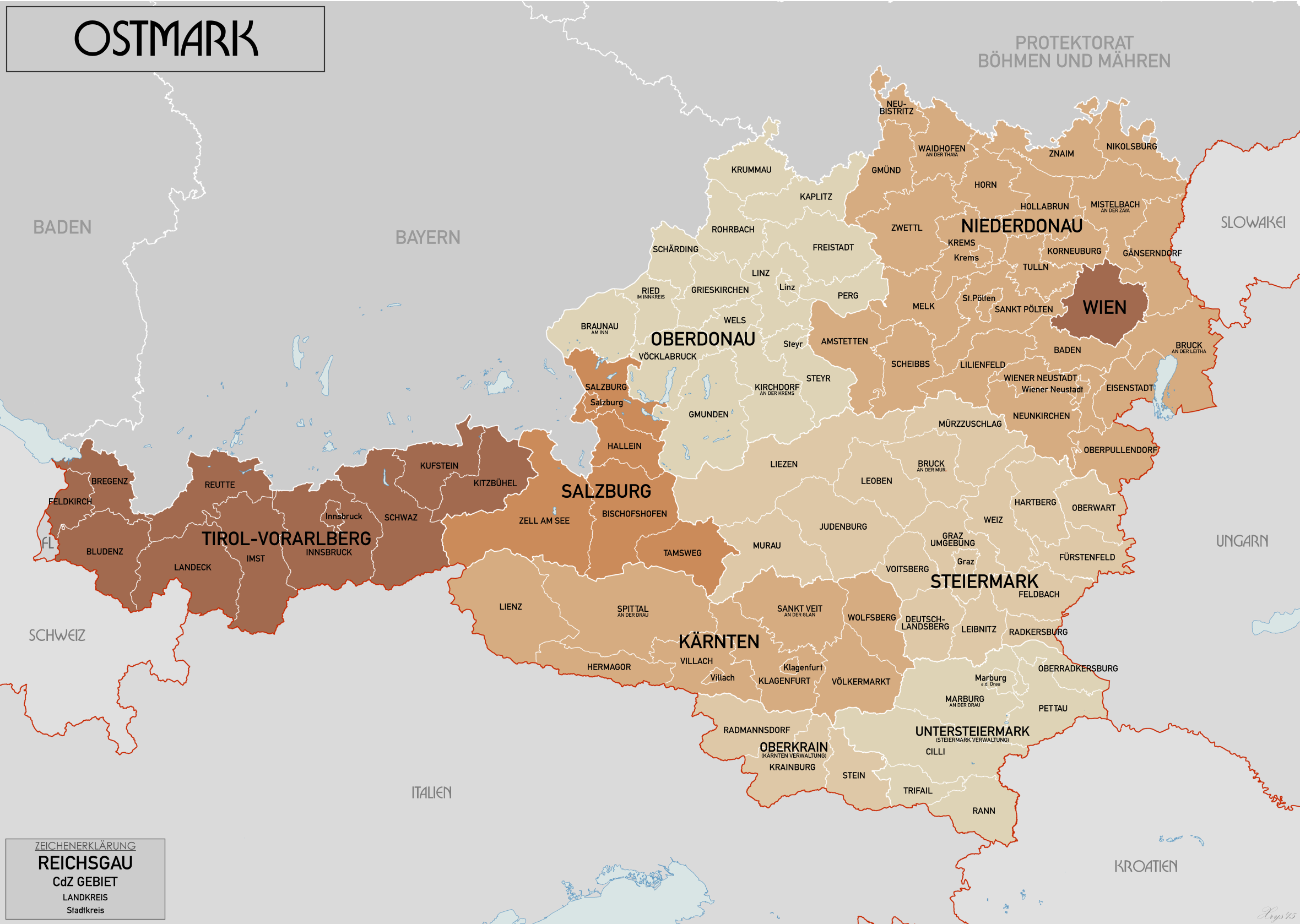
Ostmark 1941: Reichsgaue, Land- und Stadtkreise

Das CdZ-Gebiet Kärnten und Krain bestand von 1941 bis 1945.
Es handelte sich dabei um jugoslawische Gebiete (Banschaft Drau), die unter einem deutschen Chef der Zivilverwaltung (CdZ) standen und zur Eingliederung in das Deutsche Reich vorgesehen waren. Im Sprachgebrauch der damaligen deutschen Behörden hießen sie die „besetzten ehemals österreichischen Gebiete Kärntens und der Krain“.

## Geschichte
Nach Beginn des deutschen Balkanfeldzuges gegen das Königreich Jugoslawien am 6. April 1941 wurde das nordwestliche Slowenien dem deutschen Chef der Zivilverwaltung in den besetzten Gebieten Kärntens und der Krain unterstellt.
Sitz der Verwaltung wurde Veldes (heute: Bled).
Zum Chef der Zivilverwaltung wurde der Reichsstatthalter und Gauleiter der NSDAP für den Gau Kärnten, Friedrich Rainer, in Klagenfurt ernannt. Dieser verlegte den Sitz der Zivilverwaltung zum 15. November 1941 nach Klagenfurt.
Die geplante vollständige Eingliederung ins Deutsche Reich fand bis zum Kriegsende aber nicht mehr statt. Allerdings wurde am 1. November 1942 die zunächst eingerichtete „Polizeigrenze“ zum Deutschen Reich aufgehoben.
Seit dem Ende des Zweiten Weltkrieges gehörte das Gebiet wieder zu Jugoslawien und ist heute Teil des selbstständigen Sloweniens.

## Verwaltungsgliederung
Zunächst blieb die jugoslawische Einteilung in Bezirkshauptmannschaften und bezirksfreie Städte bestehen, die durch deutsch eingesetzte politische Kommissare verwaltet wurden.
Nach einer Gebietsreform in den gesamten besetzten Gebieten Kärntens und der Krain gliederten sich diese ab 1. August 1941 entsprechend der im Deutschen Reich üblichen Einteilung in die drei Landkreise Krainburg (heute: Kranj), Radmannsdorf (heute: Radovljica) und Stein (heute: Kamnik). Für diese wurde am 4. März 1942 die Landschaftsbezeichnung „Oberkrain“ eingeführt.
Am 20. Januar 1942 wurde die bisherige Bezirkshauptmannschaft Unterdrauburg aufgelöst.
Deren Gemeinden wurden – ohne formelle Eingliederung – den benachbarten Landräten im Reichsgau Kärnten unterstellt:
- Unterdrauburg unterstand dem Landrat in Wolfsberg;
- Die Gemeinden des Mießtales unterstanden dem Landrat in Völkermarkt.

Für diese von den Nachbarkreisen betreuten Gebiete wurde am 4. März 1942 die Landschaftsbezeichnung „Mießtal“ eingeführt.
Seit dem 1. Oktober 1942 galt auch für alle Gemeinden in den besetzten Gebieten Kärntens und der Krain die im alten Reichsgebiet gültige Deutsche Gemeindeordnung vom 30. Januar 1935, welche die Durchsetzung des Führerprinzips auf Gemeindeebene vorsah. Allerdings wurden die Gemeinden nur vorläufig von Gemeindekommissaren verwaltet.
Im Schloss von Begunje (Begunje na Gorenjskem) befand sich 1941 bis 1945 das Gestapo-Hauptquartier von Gorenjska (Oberkrain), jetzt Geiselmuseum (Muzej talcev).

## Ortsnamen
Zunächst galten vorläufig die bis 1918 gültigen österreichischen Ortsnamen in der deutschen Fassung. Später wurden noch einige weitere Ortsnamen eingedeutscht.

## Landkreise im CdZ-Gebiet Kärnten und Krain 1945
- Landkreis Krainburg (Kranj)
- Landkreis Radmannsdorf (Radovljica)
- Landkreis Stein in Oberkrain (Kamnik)